# Fußball-Europameisterschaft der Frauen 1993
Die Fußball-Europameisterschaft der Frauen 1993 (englisch: UEFA Women’s Championship) war die fünfte Ausspielung der europäischen Kontinentalmeisterschaft im Frauenfußball und fand vom 29. Juni bis zum 4. Juli im reinen K.-o.-System in Italien statt. Alle 23 gemeldeten Nationalteams mussten durch die Qualifikation, denn der Gastgeber des Endrundenturniers wurde erst nach Abschluss aus dem Kreis der vier qualifizierten Teams kurzfristig festgelegt.
Norwegen gewann das Finale gegen Gastgeber Italien mit 1:0 und wurde zum zweiten Mal nach 1987 Europameister. Titelverteidiger Deutschland belegte den vierten Platz.

## Qualifikation
Schließlich qualifizierten sich folgende vier Mannschaften für das Turnier:
- Dänemark
- Deutschland
- Italien
- Norwegen

## Spielorte
Die Spiele der Endrunde der Europameisterschaft wurden in vier Stadien in vier verschiedenen Orten der norditalienischen Region Emilia-Romagna ausgetragen.
| Santa Sofia |

| Rimini |

| Cesenatico |

| Cesena |

| Santa Sofia |

| Rimini |

| Cesenatico |

| Cesena |

## Finalrunde

### Halbfinale
|                            |   |             |                                 |
| 29. Juni 1993 in Sportilia |   |             |                                 |
| Norwegen                   | – | Dänemark    | 1:0 (0:0)                       |
| 30. Juni 1993 in Rimini    |   |             |                                 |
| Italien                    | – | Deutschland | 1:1 n. V. (1:1, 0:0), 4:3 i. E. |

Norwegen zog durch einen Treffer von Anne Nymark Andersen in der 63. Minute ins Finale ein. 1.000 Zuschauer sahen das Spiel in Sportilia. Im zweiten Halbfinale brachte Heidi Mohr Deutschland nach 56 Minuten mit 1:0 in Führung. Sieben Minuten später erzielte Carolina Morace den Ausgleich. Das Spiel in Rimini sahen 3.000 Zuschauer.

### Spiel um Platz 3
|                            |   |          |           |
| 3. Juli 1993 in Cesenatico |   |          |           |
| Deutschland                | – | Dänemark | 1:3 (1:3) |

Die 1:0-Führung durch Susan Mackensie in der 10. Minute konnte Maren Meinert nach 31 Minuten ausgleichen. Hanne Nissen (35.) und erneut Mackensie (42. Minute) sorgten für den Sieg der dänischen Elf. Bis zum Vorrundenspiel gegen Norwegen bei der EM 2013 war dies die einzige Niederlage einer deutschen Mannschaft nach regulärer Spielzeit bei Europameisterschaften, bis zur 1:2-Niederlage ebenfalls gegen Dänemark in der EM 2017 die einzige Niederlage in einer K.-o.-Runde. Die Partie wurde von 500 Zuschauern gesehen.

### Finale
|                        |   |          |           |
| 4. Juli 1993 in Cesena |   |          |           |
| Italien                | – | Norwegen | 0:1 (0:0) |

## Schiedsrichter
- Plarent Kotherja (Halbfinale 1)
- Anders Frisk (Halbfinale 2)
- Dick Jol (Spiel um Platz 3)
- Alfred Wieser (Finale)